# Monuments de la guerre de Sécession à Washington
Les monuments de la guerre de Sécession à Washington (en anglais : Civil War Monuments in Washington, D.C.) sont un groupe de dix-huit statues de la ville de Washington, inscrites au Registre national des lieux historiques comme un ensemble.
Les statues représentent onze généraux de l'Union et un général confédéré, Albert Pike, qui est cependant dépeint comme un franc-maçon plutôt que comme militaire. Deux amiraux de l'Union sont également honorés, bien que la statue de l'amiral Samuel Francis Du Pont a été déplacée à Wilmington dans le Delaware et remplacé par une fontaine. D'autres statues sont plus symboliques et ne dépeignent pas directement une personne précise.

## Statues
1. Fontaine du rond-point Dupont (Samuel Francis DuPont Memorial Fountain)
2. Nuns of the Battlefield (en) (Nuns of the Battlefield)
3. Stephenson Grand Army of the Republic Memorial (Stephenson Grand Army of the Republic Memorial)
4. Peace Monument (Peace Monument)
5. Mémorial Ulysses S. Grant (Ulysses S. Grant Memorial)
6. Major General James B. McPherson (Major General James B. McPherson)
7. Admiral David G. Farragut (Admiral David G. Farragut)
8. Major General John A. Logan (Major General John A. Logan)
9. Major General George Henry Thomas (Major General George Henry Thomas)
10. Brevet Lt. General Winfield Scott (Brevet Lt. General Winfield Scott)
11. General Winfield Scott Hancock (en) (General Winfield Scott Hancock)
12. General John A. Rawlins (en) (General John A. Rawlins)
13. General Philip Sheridan (General Philip Sheridan)
14. Major General George B. McClellan (Major General George B. McClellan)
15. General William Tecumseh Sherman Monument (en) (General William Tecumseh Sherman Monument)
16. George Gordon Meade Memorial (en) (George Gordon Meade Memorial)
17. Brigadier General Albert Pike (en) (Brigadier General Albert Pike)
18. Mémorial Émancipation (Emancipation Memorial)